# Dux (wódz)
Dux – wódz armii rzymskiej. Po reformach Galiena mógł nim zostać nawet prosty żołnierz (wcześniej tylko członek arystokracji).
Od słowa dux pochodzą m.in. słowa diuk, czyli książę (tytuł honorowy), doża oraz duce.